# IBM Selectric

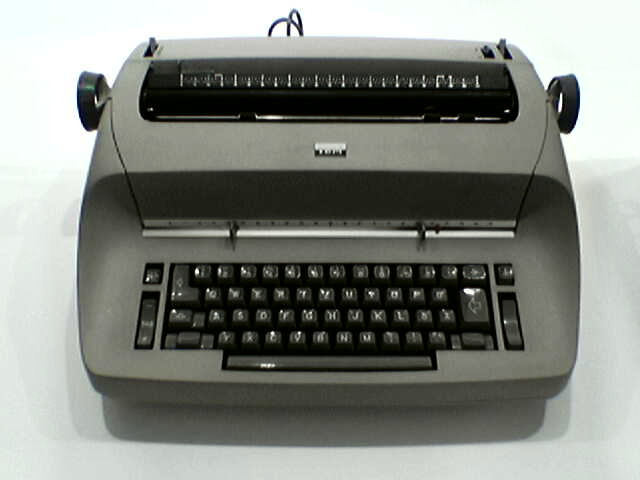
IBM Selectric.

A máquina de escrever IBM Selectric (conhecida também como a IBM de bola ou  IBM a bochita) é um influente desenho de máquina de escrever eléctrica da IBM. Foi introduzida em 31 de julho de 1961.
Em lugar de uma "canasta" com tipos pivotantes, a Selectric tinha um elemento pivotante e rotatório (às vezes chamado "bola de tipos") que podia se mudar para aplicar diferentes tipografías, ressuscitando uma característica que tinha sido pioneira com a máquina de escrever Blickensderfer, de sucesso moderado, sessenta anos dantes. A Selectric também substituiu a tradicional carroça deslizante por um rolo para papel que se mantinha fixo enquanto o mecanismo com a bola de tipos e a fita se moviam na largura do papel.
As Selectric e suas sucessoras conquistaram 75 por cento do mercado estadounidense de máquinas de escrever eléctricas usadas em escritórios. A IBM substituiu a linha Selectric pela IBM Wheelwriter em 1984 e transferiu seu negócio de máquinas de escrever para a recém-formada Lexmark em 1991..

## Características e usos

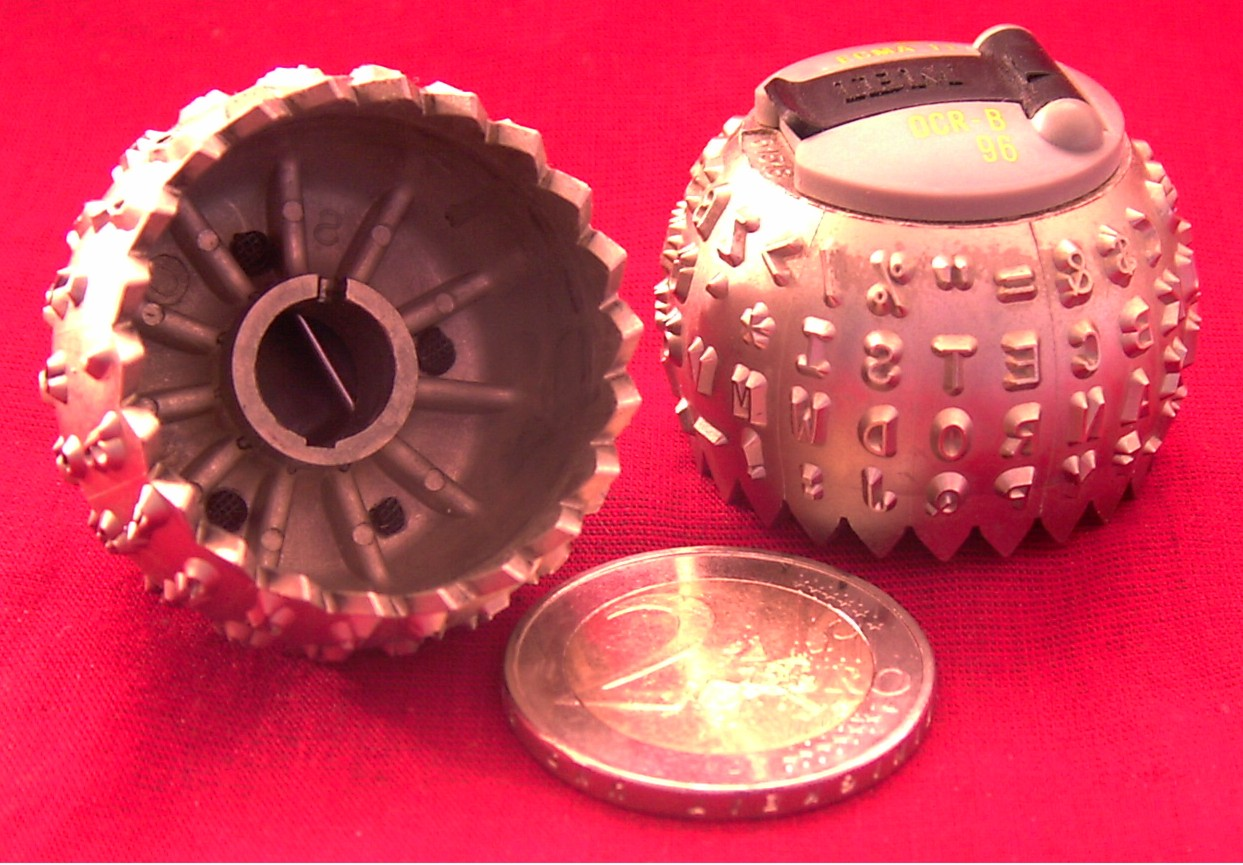
Bolas de tipos IBM, junto a uma moeda de 2€.

A habilidade de mudar as tipografias, combinada com uma aparência uniforme da página dactilografada, foram avanços revolucionários que marcaram o início da autoedição. Mais tarde, os modelos com duplo espaçamento (10/12) e a correcção com fita incorporada ampliou a tendência ainda mais. Qualquer datilógrafo podia produzir um documento perfeito. Para 1966, lançou-se uma versão completa de composição tipográfica com justificativa e espaçamento proporcional.
A possibilidade de intercalar no texto caracteres latinos e gregos, bem como símbolos matemáticos, fizeram à Selectric especialmente útil para os cientistas que escreviam manuscritos que incluíam fórmulas matemáticas. O aspecto típico dos documentos escritos na Selectric é ainda familiar para qualquer cientista que leia as actas de congressos, monografias, teses e outras coisas dessa época. (Dactilografar documentos matemáticos era muito laborioso dantes da chegada do TeX e fez-se só para os livros de texto muito vendidos e revistas de grande prestígio).
A máquina tinha um característico recurso denominado de "Stroke Storage" ("armazenamento de movimento", ou "de tipeo") que evitava que duas teclas se pressionassem simultaneamente. Quando se pressionava uma tecla, um intercalador, por baixo da alavanca da tecla, era empurrado para abaixo dentro de um cano chanfrado cheio de pequenas bolas de metal (chamado o "cano compensador") e uma mola se comprimia. Estas bolitas ajustavam-se de tal maneira que deixavam espaço horizontal para um sozinho intercalador ao mesmo tempo. Se o dactilógrafo pressionava duas teclas ao mesmo tempo, ambos intercaladores se bloqueavam ao não poder ingressar ao cano. Pressionando duas teclas com diferenças de milisegundos permite ao primeiro intercalador entrar ao cano, disparando uma embraiagem que roda um eixo estriado conduzindo o intercalador horizontalmente fosse do cano, permitindo ao segundo intercalador entrar ao cano alguns milisegundos mais tarde. Um ciclo completo de impressão dura 65 millisegundos, e esta característica de armazenamento permite ao mecanógrafo pressionar teclas em forma mais aleatória e ainda assim as letras plotam-se na ordem correcta. O movimento horizontal, motorizado, do intercalador seleccionava a rotação e a inclinação da cabeça apropriadas para plotar o carácter desejado.
O espaço, guião/guião baixo, índice, retrocesso e avanço de linha repetiam-se continuamente (autorrepetição) quando as mantinha pressionadas. Esta característica foi chamada "Typamatic".

## Desenho
A Selectric foi introduzida o 23 de julho de 1961. Seu desenho industrial acredita-se ao influente desenhador estadounidense Eliot Noyes. Noyes trabalhou em numerosos projectos de desenho de IBM; prévio a seu trabalho na Selectric, Thomas J. Watson, Jr. tinha-lhe encarregado em 1956, criar o primeiro estilo de casa de IBM; estes influentes trabalhos, nos que colaboraram com Noyes os desenhadores Paul Rand, Marcel Breuer e Charles Eames, se denominaram o primeiro programa de "estilo de casa" das empresas estadounidenses.
Tanto a Selectric e a posterior Selectric II estavam disponíveis em modelos com largo de carroça regular, médio, e largo e em várias cores, incluindo vermelho e azul, além das tradicionais cores neutras.
Mecanicamente, a Selectric tomou prestados alguns elementos de desenho de uma máquina de escrever de brinquedo produzida anteriormente por Marx Toys. IBM comprou os direitos do desenho. A bola de tipos e o mecanismo da carroça tinham um desenho similar ao do Teletype Model 26 e posterior, o qual usava um cilindro rotatório que se movia ao longo de uma folha fixa.
O mecanismo que posiciona o elemento de tipeo (a "bola") é parcialmente binário, e inclui dois conversores digital-analógicos mecânicos, os quais estão enlaçados de forma similar  ao sistema usado para somar e restar nos computadores analógicas. A cada caractere tem seus próprios códigos binários, um para a inclinação e outro para a rotação.
Quando o mecanógrafo pressiona uma tecla, descobre uma barra de metal para essa tecla. A barra é paralela a um custado do mecanismo. Esta barra tem várias projecções curtas ("dedos"). Só alguns dos dedos estão presentes para um código dado, os correspondentes ao código binário do carácter desejado.
Quando a barra da tecla se move, suas projecções empurram um segundo jogo de barras que se estendem a todo o longo do mecanismo de teclado; a cada barra corresponde a um bit. Todas as barras das teclas contactam com algumas destas barras transversais. As barras que se movem, por suposto, definem o código binário.
As barras que se moveram formam cames no eixo de transmissão (que é rotativo) para mover os extremos das barras de ligações, que somam (acrescentam juntos) as quantidades ("pesos") de movimento correspondentes aos bits seleccionados. A soma dos pesos primeiramente é o movimento requerido do elemento impressor. Há dois jogos de mecanismo similares, um para inclinar, e o outro para rodar. A razão para isto é que o elemento impressor (a "bochita") tem quatro filas de 22 caracteres a cada uma. Inclinando e rodando o elemento impressor localiza-se o carácter desejado, e o elemento pode enviar contra o papel, para plotar o caracter seleccionado.
O motor estava localizado na parte traseira e movia um eixo duplo, colocado aproximadamente ao médio da máquina, mediante uma correia. O Eixo de Ciclo, localizado à esquerda, dava energia para inclinar e girar o elemento impressor. O Eixo Operacional, localizado à direita, entregava energia para o espaçamento, o retrocesso e a deslocação. Adicionalmente, o Eixo Operacional era usado como governador; limitando a velocidade em sentido esquerda-direita com a que se movia o carrinho. Uma série de garras de molas era usada para dar o movimento necessário para realizar funções como o retrocesso. O Eixo de Ciclo rodava quando uma garra de mola era liberta, movendo uma série de cames cujo movimento rotatório era convertido em movimento de esquerda a direita pela árvore de ligações. O sistema era muito dependente do ajuste e a lubrificação do mecanismo, e grande parte dos rendimentos de IBM vieram da venda de Contratos de Serviços.
A localização dos caracteres no elemento impressor não era aleatória. Os sinais de pontuação e sublinhado estavam localizados deliberadamente na posição que requeria uma maior quantidade de energia para inclinar e rodar o elemento impressor, reduzindo desta maneira a força com a que a bola golpeava o papel, diminuindo a probabilidade de que se perfurasse o papel. Mais tarde, agregou-se um mecanismo ex professo para reduzir a força de impacto dos sinais de pontuação.
Os movimentos de inclinação e rotação eram transferidos ao carrinho da bola, o qual se movia na largura da folha, mediante duas bandas de metal esticadas, uma para a inclinação e a outra para a rotação. As bandas estavam ancoradas ao lado direito do carrinho (o artefacto sobre o qual estava localizada a bola de tipos). Ambas bandas rodeavam polias separadas à direita da máquina. Depois passavam por trás do carrinho e rodeavam outras duas polias separadas localizadas à esquerda da máquina. A banda de inclinação estava ancorada a uma pequena polia de um quarto de circunferência a qual, através de uma engrenagem, movia o anel de inclinação a uma das quatro posições possíveis (o anel de inclinação é o dispositivo que liga à bola de tipos). A fita de rotação rodeia uma polia carregada com uma mola localizada no centro do carrinho. A polia de rotação, abaixo do anel de inclinação, está ligada mediante uma junta universal (chamada "osso de cão", parecia um osso pequeno) à parte central do anel de inclinação. A bola de tipos é sustentada por uma mola ao mastro central. A bola de tipos gira em sentido anti-horário quando a fita de rotação é esticada. A mola (do tipo sensata de relógio) abaixo da polia de rotação gira o elemento impressor na direcção das agulhas do relógio. À medida que o carrinho move-se na largura da folha (e quando volta), as fitas se movem através de suas polias, mas a polia carregada por mola não pivota nem gira.
Para posicionar a bola, as duas polias à esquerda da máquina são movidas pela árvore de enlaces. Quando a polia de rotação é movida à esquerda ou à direita, a fita de rotação move a bola à posição indicada. Quando a polia de inclinação se move, move o anel de inclinação à localização apropriada. Quando se move, a fita rompida a polia carregada com mola no carrinho da bola independentemente da localização do carrinho na folha.
A mudança entre maiúsculas e minúsculas fazia-se girando o elemento impressor exactamente média volta. Isto se fazia movendo a polia de giro direito usando uma came montada no extremo do eixo de operação.
Existia uma Selectric com espaçamento proporcional telefonema "Composer" que podia retroceder uns 40 caracteres também em forma proporcional. O código do espaço dos últimos caracteres tipeados eram alojados em pequenas placas deslizantes numa roda de transporte.

## Selectric II
Depois que a Selectric II fosse introduzida, uns anos depois, o desenho original foi denominado, de forma retroactiva, Selectric I. Este modelo usava o mesmo elemento impresor de 88 caracteres. No entanto diferiam uma de outra em muitos aspectos:
- A Selectric II era quadrada em seus cantos, enquanto a Selectric I tinha-as redondas.
- A Selectric II tinha uma opção de Duplo Espaçamento que permitia seleccionar (mediante uma alavanca no extremo esquerdo do "carrinho") entre 10 e 12 caracteres por polegada (3,9 e 4,7 caracteres por cm), enquanto a Selectric I tinha um espaçamento fixo.
- A Selectric II tinha uma alavanca (no extremo esquerdo do "carrinho") que permitia deslocar os caracteres médio espaço à esquerda (para centrar um texto, ou inserir uma palavra um caracter mais longa ou curta de uma palavra apagada), enquanto a Selectric I não o tinha. Esta opção está disponível só nos modelos com duplo espaçamento.
- A Selectric II tinha a característica de apagado opcional, enquanto a Selectric I não. Trabalhava com uma fita de correcção: podia ser a fita "Lift-Off" transparente e ligeiramente adhesiva (para uso com fitas "Correctable Filme"), ou a fita branca "Cover-Up" (para fitas de teia ou Tech-3). A fita de correcção branca ou transparente estava à esquerda da bola de tipos, e sua coroa de ancoragem receptor laranja estava à direita, e era mudada independentemente da fita entintada. A tecla de correcção (uma tecla adicional no extremo inferior direito do teclado) retrocedia a carrinho uma posição e colocava a máquina num modo onde o seguinte carácter tipeado usava a fita de correcção em lugar da fita normal, e ademais não avançava o carrinho. O mecanógrafo podia apertar (e soltar) a tecla de correcção, voltar a tipear o carácter equivocado, levantando da página (se usava uma fita de teia) ou cobrindo-a com pó branco, então podia tipear o carácter correcto. Qualquer erro podia corrigir com este método, mas o processo era inteiramente manual como a máquina não memorizava os caracteres tipeados. As máquinas com a opção de correcção eram conhecidas como "Correcting Selectric II," como se fossem um modelo completamente diferente.

## Fitas
Adicionalmente à tecnologia de "bola de tipos", as Selectrics foram também associadas com uma série de inovações no desenho das fitas. A Selectric original podia solicitar-se para usar tanto a fita de teia reutilizável como a fita de filme de carvão desejável; não podiam se usar as duas na mesma máquina. Isto também era válido para a Selectric II sem correcção. IBM usou uma fita similar de filme de carvão para a série de máquinas de escrever "Executive", mais antigas. Ao igual que nestas velhas máquinas, a fita de carvão tinha um problema de segurança em algumas situações: podia ler na fita o texto que se tinha escrito, na qual as letras apareciam claras sobre um fundo negro.
A natureza "Corregible" da fita de filme de carvão da Correcting Selectric II tinha uma característica adicional, na que o pigmento de carvão podia se remover facilmente de um papel datilografado, permitindo fazer mudanças não autorizadas no texto.
A Correcting Selectric II usava um novo mecanismo de cartucho de fita. As fitas eram mais amplas que as que se tinham utilizado anteriormente, o que permitia escrever mais caracteres por centimetro de fita. Os caracteres sucessivos eram escalonados na fita, a qual avançava menos de um carácter a cada vez. As Correcting Selectric II podiam usar qualquer dos três tipos de fita, as quais vinham em cartuchos similares: Fita de teia reusável junto com a fita "Cover-Up" de correcção; ou a fita de filme de carvão ("Correctable Filme") junto à fita "Lift-Off" para correcção; e a fita permanente "Tech-3", introduzida mais tarde, a qual usava a mesma fita de correcção Cover-Up usada nos modelos anteriores de fita de teia. A fita Tech-3 era substituída por fitas de teia, a que oferecia uma qualidade de impressão similar à fita de filme, mas a um custo comparável ao da fita reutilizável.
A fita Tech-3 provia uma vida maior e mais segurança que a fita de filme de carvão. Ao igual que a fita de tela, as fitas Tech-3 avançavam só uma fracção do comprimento do caractere com a cada tip. A diferença da fita de tela, a fita Tech-3 provia alta qualidade de impressão inclusive quando o caractere golpeava várias vezes no mesmo lugar da fita de um só uso. Como as letras golpeavam várias vezes uma sobre outra no mesmo lugar, não podia se ler o que se tinha escrito no documento lendo a fita.
Adicionalmente, a fita "Correctable Filme" (de filme de carvão) não podia se usar para documentos como cheques como era fácil levantar a tinta do documento, a impressão da fita Tech-3 era permanente, inclusive imediatamente após ter golpeado o papel. Também estava disponível em várias cores (e.g. castanho).
Tinha quatro classes de fitas de filme de carvão para a série Selectric II. As coroas de ancoragem de fita eram codificados com cores para que sejam facilmente identificáveis e poder eleger a fita correctora apropriada. Tinha duas fitas para usar com a "lift-off" de correcção, uma de cor amarela, e a outra laranja. A amarela indicava que a fita era de qualidade superior e podia produzir um escrito de maio qualidade. A laranja era de propósito geral, para o trabalho diário. As fitas de correcção "lift off" (amarelas e laranja), podiam trabalhar tanto com as fitas de tinta de ambos cores, como ambas trabalhavam com adesivo e eram capazes de levantar a tinta do papel. Posteriormente teve uma versão menos "adesiva" para usar em papel mais delicado, mas a gente achava que não podia apagar correctamente a tinta. À margem, se esgotava-se a fita de correcção, podia usar-se um pedaço de fita adesiva (como a fita Scotch) para corrigir um erro.
A fita Tech-3, descrita anteriormente, estava codificada de azul e a fita de filme de carvão de alta qualidade estava codificada de rosa. A fita com código rosa podia usar-se em documentos problemáticos como a tinta não era facilmente removível do papel, e dava uma imagem mais clara e nítida que a fita Tech-3. A fita de correcção para elas trabalhava cobrindo os caracteres escritos com tinta branca. isto fazia complicado corrigir em outro papel que não fosse branco.

## Máquinas baseadas na Selectric com armazenamento de dados

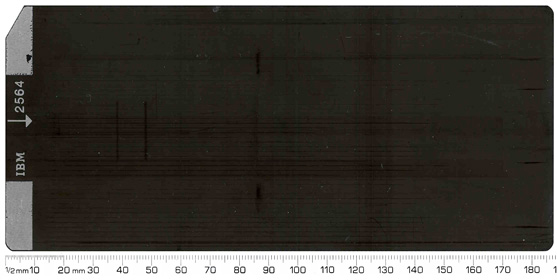
Cartão magnético IBM.

Em 1964 IBM introduziu a "Magnetic Tampe Selectric Typewriter" (em castelhano: Fita Magnética para a Máquina de Escrever Selectric) e em 1969, a "Magnetic Card Selectric Typewriter" (Cartão Magnético Selectric). Às vezes eram nomeadas "MT/ST" e "MC/ST", respectivamente. A MC/ST estava também disponível numa versão de "comunicação" que emulava um terminal IBM 2741. Esta característica interconectaba um mecanismo de tipeo e teclado com um dispositivo de armazenamento magnético (tanto a fita magnética num cartucho, como um cartão magnético do mesmo tamanho que o cartão perfurado de 80 colunas) para gravar, editar e reproduzir material a uma velocidade próxima aos 12-15 caracteres por segundo.
Estas máquinas foram as primeiras em oferecer uma forma de processamento de texto. Usavam os mesmos elementos que as Selectrics ordinárias de escritório.
IBM também vendeu um leitor de fita, que podia se ligar aos mainframes IBM 360, e podiam ler as fitas MT/ST. Portanto, um documento datilografado numa Selectric MT/ST podia ser ingressado num arquivo de dados do mainframe.

## Selectric Composer

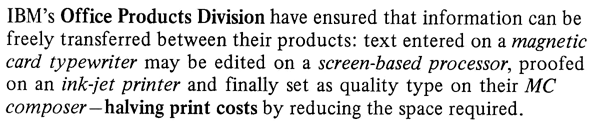
Sample of IBM Magnetic Card Composer output (Press Roman 10pt font family).

Em 1966, IBM lançou a Selectric Composer. Esta Selectric muito modificada produzia cópias prontas para a fotocomposição usando tipografias proporcionais numa ampla variedade de estilos de fonte, desde 8 a 12 pontos. Material preparado numa máquina bem ajustada por um operador hábil e facto sobre papel recoberto de barita (sulfato de bario) "levaria a um experiente a dizer... não está feito com uma máquina de linotipo ou monotipo".
Ao igual que a Varityper com a que competia, a máquina original requeria que o texto a se copiar seja tipeado duas vezes se se requeria justificativa. A primeira vez era para medir o longo da linha e contar os espaços, gravando as medidas especiais na margem direito. A segunda vez que se tipeava, o operador usava as medidas para justificar a cada linha. O processo era longo e tedioso, mas provia uma forma de obter uma cópia feita numa máquina de escritório com espaçamento proporcional e justificada lista para a fotocomposição.
Os elementos da Selectric Composer podiam ser colocados fisicamente na Selectric, e vice-versa, mas em realidade não podia se fazer: os caracteres eram colocados em forma diferente no elemento impressor e eram posicionados em outra forma na cada área do carácter. Os elementos da Selectric Composer podiam ser identificados por uma seta índice de cor (a cor é usada para estabelecer uma largo médio do carácter) e uma série de letras e números abreviados identificavam a tipografia, o tamanho e variações, por exemplo "UM-11-B" indicava Univers 11 pontos negrita (Adrian Frutiger adaptou seu tipografia Univers especialmente para a Selectric Composer).
Em 1967, apareceu a "Magnetic Tampe Selectric Composer" (Selectric Composer com Fita Magnética), e em 1978, a "Magnetic Card Selectric Composer" (Com Cartão Magnético). A "Electronic Composer" (com memória interna de para perto de 5.000 caracteres e similar ao posterior modelo Magnetic Card mas sem armazenamento externo) foi comercializada desde 1975. Todos estes modelos usavam o mesmo mecanismo de medida e elementos que a Selectric Composer. No entanto, devido ao armazenamento interno/magnético, evitavam tipear duas vezes o texto ou ajustar o mecanismo para justificar a cada linha. Também, as fitas e cartões gravados na bem mais económica e fácil de usar Selectric MT/ST ou MC/ST, podiam ser lidas por suas "Composer" equivalentes.

## Selectric III
Nos anos '80 IBM introduziu a Selectric III e vários modelos mais de Selectric, alguns deles eram processadores de textos ou tipográficos em lugar de máquinas de escrever, mas para esse então o resto da indústria se tinha posto à altura, e os novos modelos de IBM não dominaram o mercado como o tinha feito o primeiro modelo de Selectric. Isto era de se esperar, para fins da década de 1970 o domínio da Selectric estava baixo o assalto das máquinas de escrever com memória incorporada, espaçamento proporcional e 35 a 45 caracteres por segundo (e.g. a 800 de Xerox baseada na 'margarita' de Diabo e nas OEM de Qume as quais tinham uma tecnologia de impressão similar) e nos sistemas baseados em CRT de AES, Lexitron, Vydek, Wang e Xerox (ver o artigo Processador de texto). Adicionalmente, IBM tinha entrado (c. 1977) no mercado com o Office System/6 baseado em CRT (da Divisão de Produtos de Escritório) e o 5520 (de IBM GSD), os quais usavam a nova impressora de chorro de tinta modelo 6640 de 96 caracteres por segundo com duas bandejas de papel e uma sofisticada manipulação do mesmo, e estava a ponto de introduzir as impressoras baseadas em Qume para o existente System/6 e o novo Displaywriter lançado em junho de 1980 e descrita por IBM como "não é a Selectric de teu pai".
No entanto, IBM tinha uma grande base instalada de máquinas de escrever Selectric e reter a lealdade do cliente fazia que faça sentido introduzir modelos atualizados.
A Selectric III incorporava um elemento impressor de 96 caracteres em lugar do anterior de 88. A série de "Máquinas de Escrever Electrónicas" de IBM usavam este mesmo elemento de 96 caracteres. O elemento de 96 caracteres podia ser identificado pela cor amarela na parte superior e a inscrição "96", a qual aparece sempre junto ao nome da tipografia e ao tamanho. As "bolas" de 96 e de 88 caracteres eram incompatíveis entre elas (não se podiam colocar um modelo na máquina do outro modelo), e o elemento de 96 caracteres não estava disponível em tanta variedade de tipografias como o velho tipo de 88 caracteres.
A maioria das Selectric III e das Máquinas de Escrever Electrónicas tinham teclas só para 92 caracteres imprimíveis; o teclado de 96 caracteres era uma característica opcional. Colocar as teclas adicionais requeria achicar a tecla de volta, e isto era molesto para muitos mecanógrafos, pelo que não era a configuração por defeito. As teclas superiores da Selectric III e das Máquinas de Escrever Electrónicas" eram maiores e quadradas que as dos primeiros modelos de Selectric.

## Elementos e tipografías
A Selectric I, Selectric II, e todas as variantes de "Cartão Magnético" e "Fita Magnética", excepto as da Composer, usavam o mesmo elemento de impressão. Tinha disponível uma ampla variedade de tipografias, incluindo símbolos de uso científico e matemático, estilos para  ROC para ser digitalizados por computadores, escritura itálico, tipografias antigas (Fraktur), e mais de uma dúzia de alfabetos. A Selectric III e as "Máquinas de Escrever Electrónicas" usavam o novo elemento de 96 caracteres.

### Tipografías pequenas (espaçamento 12)
- Elite 72
- Auto Elite
- Large Elite (12)
- Prestige Elite 72
- Prestige Elite 96*
- Adjutant
- Artisan
- Contempo
- Courier (12)
- Courier Italic
- Courier Italic 96*
- Forms
- Letter Gothic
- Letter Gothic 96*
- Light Italic
- OCR
- Olde World
- Oriental
- Presidential Elite
- Report 96 (12)*
- Scribe
- Scribe 96*
- Script
- Symbol

### Tipografías grandes (espaçamento 10)
- Pica 72
- Prestige Pica 72
- Pica 96*
- Advocate
- Boldface
- Bookface Academic 72
- Business Script
- Courier (10)
- Courier 96 (10)
- Bold Courier (10)
- Delegate
- Delegate 96*
- Manifold
- Orator
- Sunshine Orator
- Orator 96*
- Orator Presenter
- Presidential Pica
- Report 96 (10)*
- Title

Os elementos de 96 caracteres faziam-se com as tipografias mais solicitadas.
Muitas das tipografias listadas estavam disponíveis em muitas subvariantes. Por exemplo, nos primeiros anos da Selectric, os mecanógrafos usavam a letra L minúscula para o número 1. A Selectric tinha uma tecla dedicada para o 1/!, mas estava marcada também como [/], e muitos dos primeiros elementos tinham colchetes nessa posição, precisando que os mecanógrafos continuem com a convenção antiga. Os elementos posteriores estavam orientados a usar o 1 e o signo de exclamação em seu lugar. Algumas tinham os colchetes no lugar ocupado pelos signos de fracções 1/4 e 1/2, enquanto outros directamente não os tinham. Alguns tinham o símbolo de grau no lugar do sinal de exclamação. IBM costumava criar qualquer "bola" por um preço adicional, pelo que as variantes não tinham limites. Os elementos personalizados tinham a manija de plástica cor cinza, em lugar de negra.
Muitos elementos especializados não estavam listados nos folhetos de IBM, mas estavam disponíveis, sempre que se conhecesse o número de parte correcto. Por exemplo, estava disponível a "bola" para a linguagem de programação APL. Em realidade, este elemento estava pensado para usar com a impressora terminal IBM 2741.

## A Selectric como terminal de computador
Devido a sua velocidade (14,8 caracteres por segundo), imunidade ao choque de teclas, trajectória do papel livre de problemas, impressão de alta qualidade e fiabilidade, os mecanismos baseados na Selectric foram amplamente usados como terminais de computador, substituindo aos teletipos e aos velhos modelos de tipos em forma de barra. Um exemplo popular foi o terminal IBM 2741, a qual foi uma importante figura nos primeiros anos da linguagem de programação APL. Máquinas similares como a série IBM 1050 foram usadas como consolas de impressoras em muitos computadores, como a IBM 1130 e a série System/360.
Apesar das aparências, estas máquinas não eram simples máquinas Selectric com um conector RS-232 agregado. Uma Selectric é uma maravilha mecânica e de produção, mas não um produto electrónico. Como muitas máquinas de escrever e máquinas de somar eléctricas de sua época, as Selectric eram dispositivos electromecânicos: os únicos componentes eléctricos eram o cabo de corrente, o botão de ignição e o motor eléctrico. O motor eléctrico funcionava continuamente. As teclas não eram botões eléctricos, e não formavam um teclado de computador. Ao pressionar uma tecla não se gerava um sinal eléctrico, se ligavam uma série de barras e enlaces no mecanismo que ligavam o motor com o mecanismo de inclinar e girar o elemento impressor. Uma Selectric podia trabalhar igual de bem se se tipeaba a suficiente velocidade.
Adaptar este mecanismo às necessidades de saída (output) de um computador não era algo trivial. O teclado e o mecanismo de impressão estavam mecanicamente separados (pelo que pressionar uma tecla não necessariamente produzia uma impressão em forma imediata), se agregaram micro-interruptores ao teclado e solenoides para permitir ao computador activar o mecanismo de impressão para a cada tecla; também foi necessária uma interface electrónica. Vários componentes mecânicos, em particular o motor e o eixo principal, foram atualizadas para melhorar a fiabilidade numa operação contínua. Agregaram-se micro interruptores para detectar o estado de várias partes do mecanismo, como as maiúsculas/minúsculas.
Inclusive após agregar todos esses solenoides e interruptores, conseguir que a Selectric possa ligar com um computador foi um projecto grande. O mecanismo da Selectric, documentado em seu manual de serviço, tinha vários requerimentos peculiares. Se tentava bloquear as maiúsculas e já se encontrava nessa condição o mecanismo que bloqueva e indicava que já estava feito. O mesmo ocorria para a direcção da fita ou para iniciar uma volta de carrinho. Estes comandos só podiam fazer num momento determinado, com a Selectric num estado em particular, e não podiam se repetir até que o terminal assinalava que a operação foi completada.
Ademais, a Selectric não falava nem ASCII nem EBCDIC, falava um código único baseado nos comandos para inclinar/rodar a "bola". Isto e a interface paralela, além de uns requerimentos de tempos peculiares, faziam que a Selectric não pudesse se ligar directamente a um modem. De facto, precisava uma lógica relativamente grande para reconciliar os dois dispositivos.
Particularmente irritante era a falta de um conjunto de caracteres ASCII completo. O falecido Bob Bemer escreveu que enquanto trabalhava para IBM, pressionaram sem sucesso para expandir o elemento de impressão a 64 caracteres, dos 44 originais. A Selectric efectivamente dava um conjunto de 44 caracteres, mas o ponto é que com 88 caracteres imprimíveis, não se podia plotar o conjunto ASCII completo.
No entanto, entre 1968 e 1980 aproximadamente, uma impressora baseada na Selectric era relativamente barata, e uma forma muito popular de ter uma saída de alta qualidade desde um computador.
O elemento de 96 caracteres introduzido com a Selectric III e as Máquinas de Escrever Electrónicas podiam (com algumas modificações) manejar o jogo de caracteres ASCII completo, mas para esse então a indústria da computação se inclinou pelo sistema de margarida, bem mais rápido e simples, como a Diablo 630. A indústria das máquinas de escrever seguiu a tendência pouco depois, inclusive quando a IBM substituiu sua linha Selectric com a série "Wheelwriter" baseada no mecanismo de margarida.

## A Selectric na cultura popular
- Aproveitando as novas máquinas de escrever Selectric, o pavilhão de IBM na Feira Mundial de 1964 em Nova York foi um grande teatro com o estilo e a forma da bola de tipos. A área de assentos da audiência era elevado para a apresentação.
- Hunter S. Thompson usava máquinas de escrever Selectric.
- David Sedaris usava uma Selectric II.
- P. J. Ou'Rourke disse que ainda utiliza uma máquina Selectric.
- O produtor de televisão estadounidense Stephen J. Cannell usa máquinas Selectric. O vídeo de assinatura ao final de muitas de suas séries finalizava mostrando-o escrevendo numa Selectric II, depois sacava o papel; a cena fundia-se com uma animação onde o papel fazia parte do logo da companhia de Cannell.
- No capítulo "O Caso do Elemento Elusivo" de 1963 da série de TV Perry Mason girava em torno do facto de que a bola de tipos (o "elemento") numa máquina de escrever Selectric podia se mudar facilmente, fazendo impossível saber que máquina tinha sido utilizado para escrever uma mensagem.
- A sequência dos títulos da série de 1970 UFO de Gerry Anderson realizou-se com um primeiro plano de uma máquina Selectric (provavelmente uma Selectric de Cartão Magnético ou de Fita Mágnética) em acção, usando uma bola "Orator".
- Na série de TV Mad Men, a qual se desenvolve no ano 1960, as máquinas de escrever Selectric II são mostradas nos escritórios das secretárias, ainda que este modelo não apareceu até 1973. O criador Matthew Weiner disse no comentário de seu DVD de 2008, que a Selectric foi eleita por razões estéticas e pela dificuldade de conseguir suficientes máquinas de escrever da época. Weiner admite que os aficionados à série advertiram o anacronismo e o comentaram, mas que estava disposto a suportar a crítica para obter a imagem correcta. Parece ignorar, no entanto, que seu elenco está equipado com as Selectric II dos anos '70. Em seu comentário refere-se só a revolucionária máquina de escrever de IBM, que aparece 10 meses após o episódio 1, que se desenvolve em março de 1960.
- No filme de Stanley Kubrick de 1971 A laranja mecânica, adaptação da novela homónima de Anthony Burgess, o escritor atacado por Alex aparece usando uma máquina Selectric.
- No filme Secretária de 2002, uma Selectric II aparece sendo usada por Maggie Gyllenhaal, no papel da recém contratada Lee Holloway. O começo do filme mostra um primeiro plano da bola de tipos enquanto funciona a máquina de escrever.
- Na novela de Philip Roth A lição de anatomia, a personagem Nathan Zuckerman desestima a Selectric II com auto-correcção como "petulante, puritana, esmerada" comparada com sua velha Olivetti portável.
- No capítulo "Agora o vês" da série Columbo de 1976, o crime perfeito de Jack Cassidy é frustrado quando o detetive lê os motivos do assassino da vítima na fita de uma Selectric II.
- Philip K. Dick escreveu suas novelas numa máquina de escrever IBM Selectric, desde 1976 (ou antes) até sua morte.
- No primeiro episódio da segunda temporada da série Fringe, uma Selectric II é usada como um dispositivo de comunicação para enviar mensagens a outra dimensão. Um cliente vai a uma loja e pergunta por uma máquina de escrever Selectric 251. O dono da loja faz questão de que a Selectric 251 não existe, mas quando o cliente insiste, o dono da loja se dá conta de que é um  "deles".
- Mike Nonnan, protagonista de "um  saco de ossos" do escritor americano Stephen King, utiliza uma Selectric para tentar superar seu bloqueio de escritor.